# Нижня Гвінея
Нижня Гвінея — природна область Африки, що примикає до Атлантичного океану та Гвінейської затоки між вершиною затоки Біафра на півночі та гирлом річки Кванза на півдні.

## Опис
Нижня Гвінея включає вузьку (50-100 км) приморську низовину та Південногвінейську височину, що стрімко підіймається над нею. Її найвищою вершиною є діючий вулкан Камерун висотою 4040 м. Його західні схили є найбільш вологим місцем в Африки, середньорічна кількість опадів там становить близько 10 000 мм. На півдні, під впливом холодної Бенгельської течії, кількість опадів зменшується від 3000-4000 мм до 100 мм.
Переважну частину регіону займають вологі вічнозелені тропічні ліси, і лише на південь від річки Конго вони змінюються лісосаванами.
У межах Нижньої Гвінеї цілком або частково розташовані Камерун, Екваторіальна Гвінея, Габон, Республіка Конго, Демократична Республіка Конго та Ангола.